# Pablo Ibáñez Lumbreras
Pablo Ibáñez Lumbreras (nascut el 20 de setembre de 1998) és un futbolista professional espanyol que juga com a migcampista defensiu al Deportivo Alavés.

## Carrera professional

### Inici de la carrera
Nascut a Pamplona, Ibáñez es va incorporar a les categories inferiors del CA Osasuna el 2005, amb set anys. Després de deixar el club el 2014, va jugar amb la UD Mutilvera i l'AD San Juan, i va acabar la seva formació amb aquest últim el 2017.
Ibáñez va debutar amb el San Juan el 19 d'agost de 2017, com a titular en una victòria per 3-0 a Tercera Divisió contra el CD Valle de Egüés. Va marcar el seu primer gol com a sènior el 16 de desembre, en un empat a 2 a casa contra el CD Baztán.
Titular habitual, Ibáñez va fitxar pel Mutilvera, també de quarta divisió, l'agost de 2019, i va ajudar a l'ascens del club a Segona Divisió B durant la seva primera temporada.

### Osasuna
L'1 de febrer de 2021, Ibáñez va tornar al seu primer club, l'Osasuna, amb un contracte de 18 mesos, i inicialment va ser assignat a el filial també a la tercera divisió. El 9 de març de 2022, va renovar el seu contracte amb els Rojillos fins al 2024, i va ser ascendit definitivament a la primera plantilla abans de la temporada 2022-23.
Ibáñez va debutar com a professional –i a la Lliga– el 12 d'agost de 2022, en una victòria per 2-1 a casa contra el Sevilla FC. El 4 d'abril de l'any següent, va marcar el seu primer gol amb l'Osasuna als darrers minuts de la pròrroga per assegurar la victòria del seu equip contra l'Athletic Club a la semifinal de la Copa del Rei 2022-23 (empat a 1-1, 2-1 en el global), enviant l'Osasuna a la final per segona vegada a la història del club, a més de classificar-se per a la Supercopa d'Espanya de la temporada següent (la seva primera aparició en aquesta competició).

### Alavés
El 23 de juny de 2025, Ibáñez va signar un contracte de cinc anys amb el Deportivo Alavés, també de primer nivell, ja que el seu contracte amb l'Osasuna estava a punt d'expirar.

## Vida personal
El seu cosí Hugo Rincón també és futbolista.

## Palmarès
Osasuna
- Copa del Rei: subcampió 2022–23[6]